# Амперёр, Ашиль
Ашиль Амперёр (фр. Achille Emperaire; 16 сентября 1829, Экс-ан-Прованс — 8 января 1898, Экс-ан-Прованс) — французский художник-импрессионист, друг Поля Сезанна.

## Жизнь и творчество

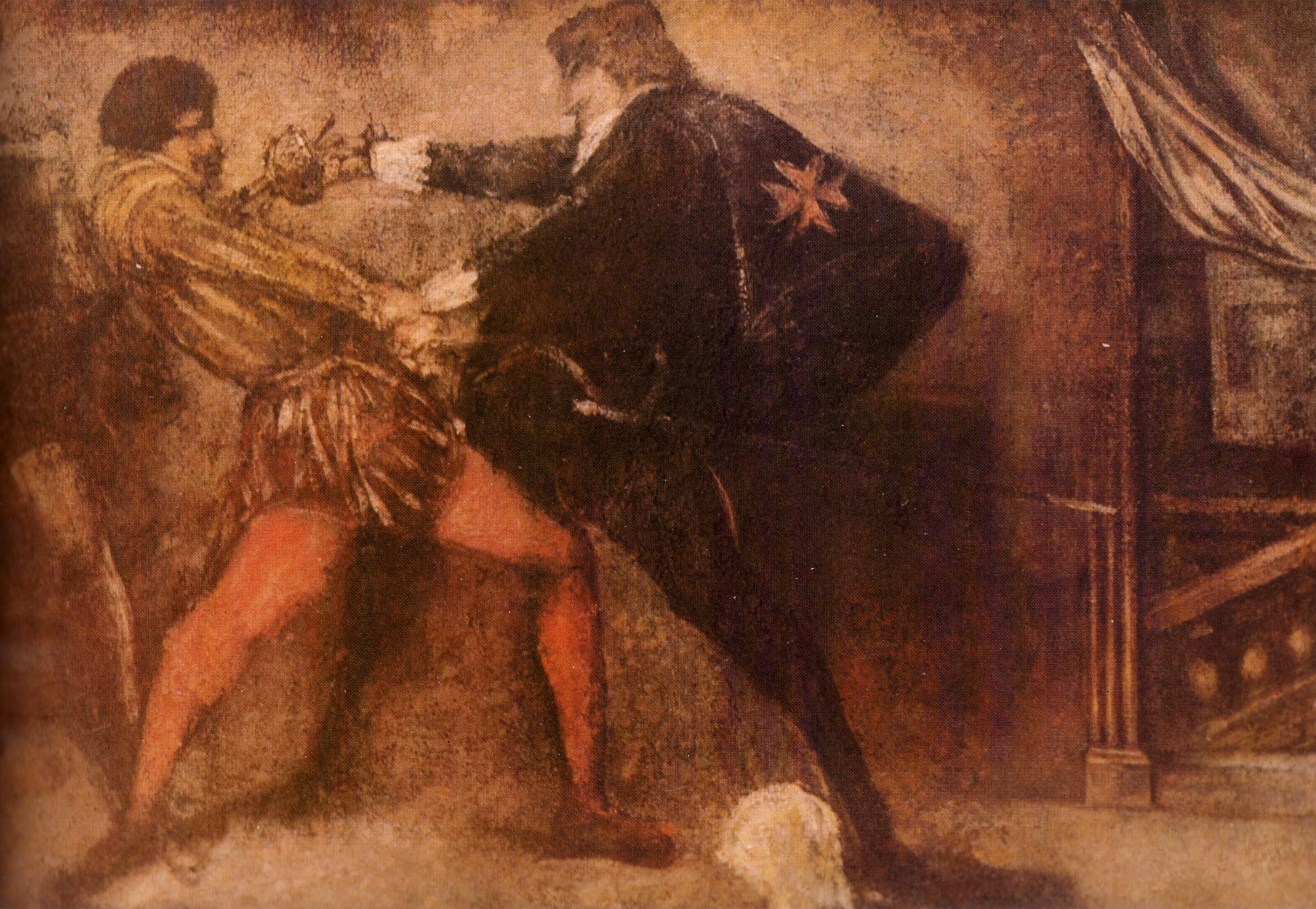
А. Амперёр Дуэль (1895)

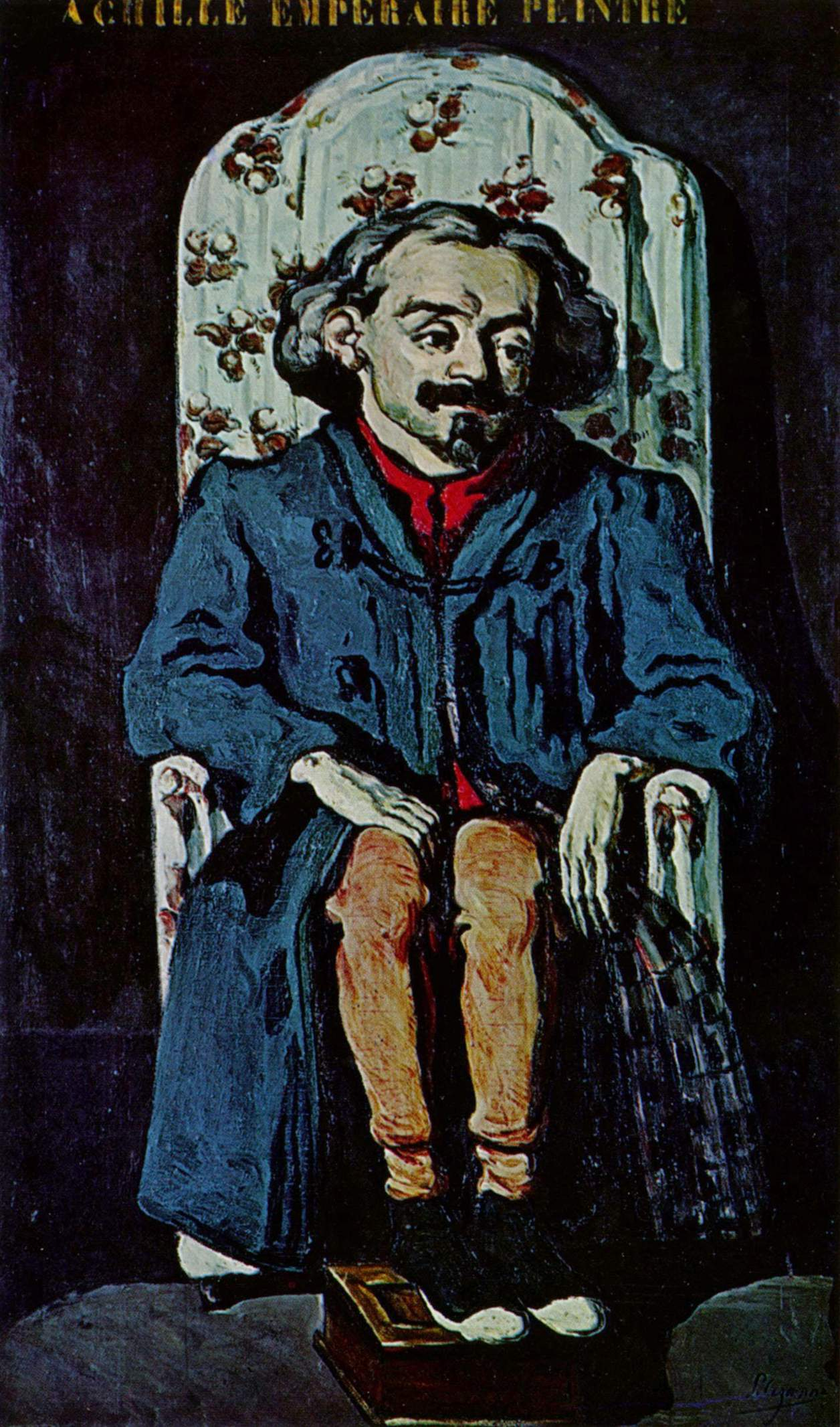
П. Сезанн Портрет Ашиля Амперёра (ок. 1868). Париж, Музей Орсе

А. Амперёр родился с телесными повреждениями и на всю жизнь остался карликом. Изучал рисунок и живопись в родном городе с 1844 по 1856 год. Затем продолжил своё образование в Париже, в художественной школе Тома Кутюра, в которой также обучался П. Сезанн (до 1858 года). Однако познакомились художники лишь в 1861 году, в парижской Академии Сюиса. Во время своего обучения Амперёр крайне нуждался, иногда ему приходилось жить на улице. В одном из своих писем художник отмечает: «Если я случайно имею на обед 80 сантимов, представляется мне это настоящей оргией… Да, Париж это огромная могила… Немногие могут выстоять, большинство же пропадает.»
Вечером перед своей первой выставкой А. Амперёр покрыл полотно одной из картин ранее не пробированным лаком. На следующий день художник обнаружил, что его картина полностью размыта. Амперёр был этим настолько напуган, что никогда более не использовал лак в работе — в результате чего многие из его полотен не сохранились. То, что дошло до наших дней, было спасено благодаря усилиям сына французского художника Жозефа Равезу.
Благодаря счастливой случайности А. Амперёр получает заказ написать полотно для Лувра, что приносит ему 1000 франков дохода — что в 1870-е годы считалось весьма значительной суммой. Художник получает возможность расплатиться с долгами и в октябре 1873 года совершить поездку в родной Экс. Здесь он знакомится с писателем Ж. Гаске, ставшим его ближайшим другом. В 1881 и 1882 годах Амперёр приезжает в Париж, где он был принят в Общество свободных французских художников (Société libre des Artistes français). После 1883 года он уже более не покидает Экс-ан-Прованс, часто выезжая лишь в гористую местность Ле-Толоне, где много рисует.
Несмотря на свою более чем десятилетнюю дружбу с Сезанном, на творчество Амперёра не повлиял его стиль в живописи. Наиболее почитаемыми из художников для Амперёра являлись Тициан и Э. Мане. Ряд работ мастера хранятся в музее Гране в Экс-ан-Провансе. Ашиль Амперёр умер 8 января 1898 года.